# 구시게 요시코
쿠시게 요시코(일본어: 櫛笥 賀子 くしげ よしこ[*], 엔호 3년 (1675년) - 호에이 6년 12월 29일 (1710년 1월 28일))는 에도 시대 중기의 여성이다. 히가시야마 천황의 후궁으로, 나카미카도 천황과 나오히토 친왕의 생모이다.
초명은 요시코 (慶子)였으나, 호에이 4년 (1707년)에 자신이 낳은 황자의 친왕 선하를 받고, 휘가 야스히토 (慶仁)로 정해지자, 피휘하기 위해 요시코 (賀子)로 개명하였다 (같은 시기에 아버지 타카요시(隆慶)도 타카요시(隆賀)로 개명했다).

## 약력
나이시노죠로 출사 후, 겐로쿠 3년 (1690년) 5월 14일, 전임인 니시토우인 토키나리의 딸이 퇴임했기 때문에 코토노나이시에게 맡겨진다 (다만, 당시의 코토노나이시의 직무는 히가시야마 천황의 생모 마츠키 무네코와 그 친족이 장악하고 있어 이름뿐이었다고 보는 견해도 있다). 
겐로쿠 9년 (1696년), 텐지로 승진한다. 히가시야마 천황과의 사이에서 야스히토 친왕 (나카미카도 천황)과 칸인노미야 나오히토 친왕 등 5남 1녀를 두었다. 히가시야마 천황의 양위 후, 이치조노츠보네ㆍ시죠노츠보네라고 자칭한다.
호에이 6년 (1709년), 종3위에 올랐고, 이어 같은 해 9월 27일에는 종2위에 올랐다 (『기장일기』). 이는 즉위한 지 얼마 되지 않은 나카미카도 천황의 생모로서의 입지를 강화하고 싶은 히가시야마 상황의 강한 의향에 따른 것으로 알려졌다. 그런데 같은 해 12월 17일, 히가시야마 상황이 승하했고, 29일에는 그녀 자신도 35세의 나이로 사망하였다. 사인은 상황과 같은 포창에 감염된 데 따른 것으로 알려졌다.
묘소는 교토부 교토시 카미쿄구 로잔지이다. 이듬해인 호에이 7년 (1710년), 준후가 되어 신소켄몬인의 원호를 추증받았다.

## 계보
- 아버지 : 쿠시게 타카요시 (1652 - 1733)
- 어머니 : 집안하인
- 양어머니 : 니시토우인 토키코 (로쿠죠노츠보네) - 니시토우인 토키나리의 양녀, 산죠니시 사네노리의 딸
- 의동생 : 쿠시게 타카나리 - 타카요시의 양사자. 친아버지는 와시오 타카타다
- 동생 : 쿠시게 타카카네 - 타카나리의 양사자. 아들은 타카히데.
- 동생 : 하치죠 타카히데 - 하치죠가 가조